# Wilfrid Burke
Wilfrid Andrew Burke (ur. 23 listopada 1889, zm. 18 lipca 1968) – brytyjski polityk Partii Pracy, deputowany Izby Gmin.

## Działalność polityczna
W okresie od 14 listopada 1935 do 8 października 1959 reprezentował okręg wyborczy Burnley w brytyjskiej Izbie Gmin. Od 1945 do 1947 był też asystentem poczmistrza generalnego w pierwszym rządzie premiera Attleego.